# Maardu Linnameeskond
Maardu Linnameeskond (også kendt som Maardu LM) er en estisk fodboldklub. Klubben har hjemme i Maardu. Klubben spiller i II liiga.

## Mesterskaber
- Esiliiga (D2)
  - Vindere (3): 2017, 2018 og 2021[1]

## Historiske slutplaceringer
| Sæson | Niveau | Liga         | Placering | Kilde |
| ----- | ------ | ------------ | --------- | ----- |
| 2016  | 2.     | Esiliiga     | 4.        | [ 2 ] |
| 2017  | 2.     | Esiliiga     | 1.        | [ 3 ] |
| 2018  | 2.     | Esiliiga     | 1.        | [ 4 ] |
| 2019  | 1.     | Meistriliiga | 10.       | [ 5 ] |
| 2020  | 2.     | Esiliiga     | 2.        | [ 6 ] |
| 2021  | 2.     | Esiliiga     | 1.        | [ 7 ] |
| 2022  | 1.     | Meistriliiga | .         |       |

## Klubfarver
| MAARDU LM | MAARDU LM |

## Nuværende trup
Pr. 8. april 2019.
| Nr. | Land    | Position | Spiller            |
| --- | ------- | -------- | ------------------ |
| 1   | Estland | MM       | Maksim Zelentsov   |
| 3   | Estland | FO       | Alger Džumadil     |
| 4   | Ukraine | FO       | Klymentiy Boldyrev |
| 5   | Estland | FO       | Anton Aristov      |
| 7   | Estland | MI       | Vladislav Ogordnik |
| 8   | Estland | MI       | Maksim Krivošein   |
| 9   | Estland | AN       | Vitali Gussev      |
| 10  | Estland | MI       | Alan Mones         |
| 11  | Estland | MI       | Ilja Zelentsov     |
| 12  | Estland | FO       | Deniss Kovtun      |

| Nr. | Land    | Position | Spiller           |
| --- | ------- | -------- | ----------------- |
| 16  | Estland | MI       | Vadim Aksjonov    |
| 17  | Estland | MI       | Vadim Šalabai     |
| 19  | Rusland | FO       | Yaroslav Dmitriev |
| 20  | Estland | FO       | Rain Aasmäe       |
| 21  | Japan   | MI       | Sho Hayasaka      |
| 22  | Estland | MI       | Deniss Suvorikov  |
| 23  | Estland | FO       | Deniss Malov      |
| 24  | Japan   | MI       | Kotaro Amemiya    |
| 25  | Estland | MM       | Ilja Kassjantšuk  |
| 77  | Estland | MI       | Nikita Brõlin     |